# سانتشو الرابع ملك قشتالة

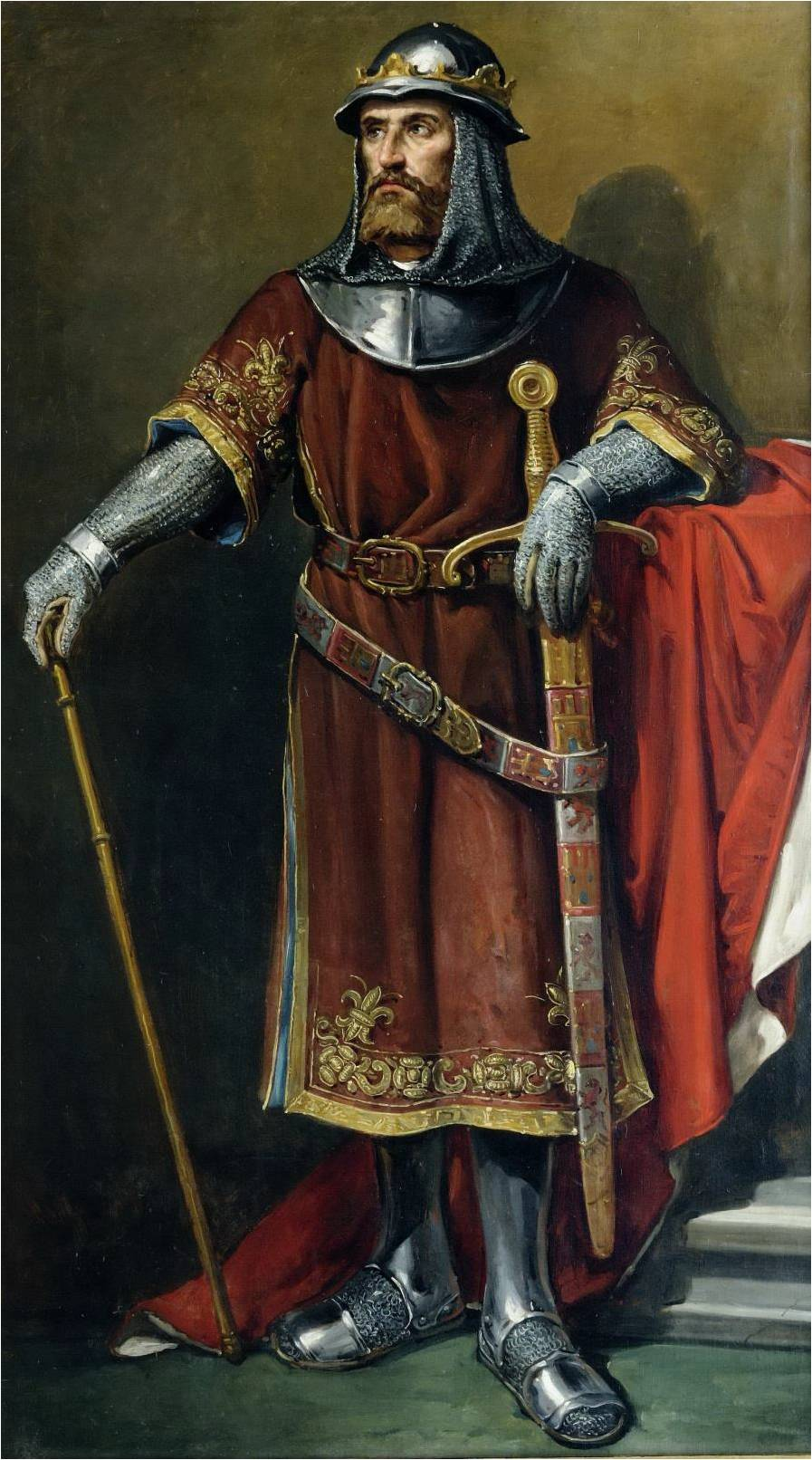
صورة تخيلية لملك

سانشو الرابع (بالإسبانية: Sancho IV de Castilla) (بلد الوليد، 12 مايو 1258 - توليدو، 25 أبريل 1295، كان يدعو «برافو»؛ بالإسبانية:"«el Bravo»" أي «الشجاع»)؛ هو ملك قشتالة وليون باعتباره ابن ألفونسو العاشر ابن فرناندو الثالث ابن ألفونسو التاسع ملك ليون وبرينغيلا ملكة قشتالة ابن فرناندو الثاني ملك ليون ابن ألفونسو السابع؛ ووالدته هي فيولانتي ابنة خايمي الفاتح الأول ملك أراغون وشقيقة بيدرو الثالث ملك أراغون وصقلية.

## خلافة ألفونسو العاشر
قام سانشو عدة محاولات لتولى رأس ورثة عرش في عهد ألفونسو العاشر بعد وفاة أخيه الأكبر سناً وهو في طريقه نحو شمال أفريقيا أعلن وريث بضغط من الملكة فيولانتي وفيليب الثالث ملك فرنسا بحيث تم إبعاد أبناء أخيه الأكبر من ورثة العرش وإنشاء لهم ألفونسو العاشر مملكة في الشمال.
بعد ذلك تم إزاحة الملك نحو إشبيلية وتجريده من السلطة ولكنه بقى ملك اسمياً حتى توفي هناك 1284.

## الحكم
توج سانشو نفسه ملكاً بعد وفاة والده في توليدو في 30 أبريل 1284 لقى الاحترام والالتزام من بعض النبلاء بالمملكة، وكان البعض أخر يؤيد ابن أخيه الأكبر وريث العرش السابق ألفونسو دي لا سيردا الذين تلقوا الدعم من ألفونسو الثالث ملك أراغون لم يعلن ألفونسو نفسه ملكاً في جاكا بل قامت حملة بفترة وجيزة بين عامي 1289-1290.
اتسم عهده بالفوضى نسبياً من أجل السلطة وكان هناك أيضا مناوشات بينه وبين أخيه الأصغر سناً الدون خوان وسرعان ما انضم إليها أحد النبلاء لوبيز دياز الثالث دي هارو ولكن الملك بعثه إلى السجن عند دي لا سيردا الذي اتفقوا بمعاهدة صلح نسبياً، بعد هذه الأحداث غفر عن أخيه الدون خوان وأذن له الرجوع إلى طريفة ودعا دون خوان لمساعدته لغزو المغرب.
عندما اعتلى خايمي الثاني عرش أراغون عام 1291 كان هناك تقارب بينهم من خلال عقد معاهدة الصلح ومشاركة، علاوة عن ذلك كان من المتعلمين من ابن عمه المشهورة في الأدب خوان مانويل أمير بالنثيا.
توفى سانشو عام 1291 تاركا البلاد في يد ولده فرناندو الذي حارب أتباع دي لا سيردا في بداية عهده.

## الذرية
تزوج من ابنة عمه ماريا دي مولينا حفيدة ألفونسو التاسع في عام 1281 وانجبت له سبعة الأبناء من بينهم:-
- إيزابيلا ملكة أراغون القرينة بعد زواجها من خايمي الثاني.

- فرناندو الرابع.
- بياتريس ملكة البرتغال القرينة بعد زواجها من أفونسو الرابع.